# قطب صنعتی
قطب صنعتی، روستایی است از توابع بخش مرکزی شهرستان بروجن در استان چهارمحال و بختیاری ایران.

## جمعیت
این روستا در دهستان حومه قرار داشته و براساس آخرین سرشماری مرکز آمار ایران که در سال ۱۳۸۵ صورت گرفته، جمعیت آن ۵۰ نفر (۱۷خانوار) بوده‌است.